# Mistrovství Českého svazu fotbalového 1913
Tento článek pojednává o druhém ze čtyř neoficiálních celorepublikových ligových ročníků, ze kterých vzešel právoplatný Mistr Českých zemí. Tyto ročníky totiž byly od ostatních ročníků v předligové éře výjimečné tím, že se na jejich koncích konal celorepublikový turnaj systémem play off či finále. Tento ročník se odehrával v roce 1913. Na jaře roku se konala tři regionální mistrovství. Nejvíce členů mělo Mistrovství Čech, a to 8. Toto mistrovství vyhrála SK Slavia Praha a kvalifikovala se tak stejně jako vítěz Mistrovství Moravy SK Moravská Slavia Brno do celorepublikového finále. Ve finále zvítězila SK Slavia Praha a zajistila si tak historicky 1. mistrovský titul.

## Seznam regionálních mistrovství a jejich vítězů
| Soutěž             | Vítěz                   |
| ------------------ | ----------------------- |
| Mistrovství Čech   | SK Slavia Praha         |
| Mistrovství Moravy | SK Moravská Slavia Brno |
| Mistrovství Plzně  | SK Plzeň                |

* SK Plzeň nebyla jako mistr Plzně přizvána do finále.

## Finále
| Finále Mistrovství Českého svazu fotbalového 1913 |                 |          |                         |         |
|                                                   |                 | Výsledek |                         |         |
| Zlato                                             | SK Slavia Praha | 5 : 1    | SK Moravská Slavia Brno | Stříbro |

### SK Slavia Praha
- Hlaváček, Karel Pimmer, Rudolf Krummer, Richard Veselý, Miroslav Hajný, Zajíček, Rudolf Holý, Bohumil Macoun, Ladislav Medek, Josef Bělka, Jaroslav Bohata, Steinz, Otto Bohata, Freudenberg, Václav Prošek, Karel Kovařovic, Skřivan, Emanuel Benda, Sýkora, Válek, Čejka, František Rosmaisl. Trenér John William Madden

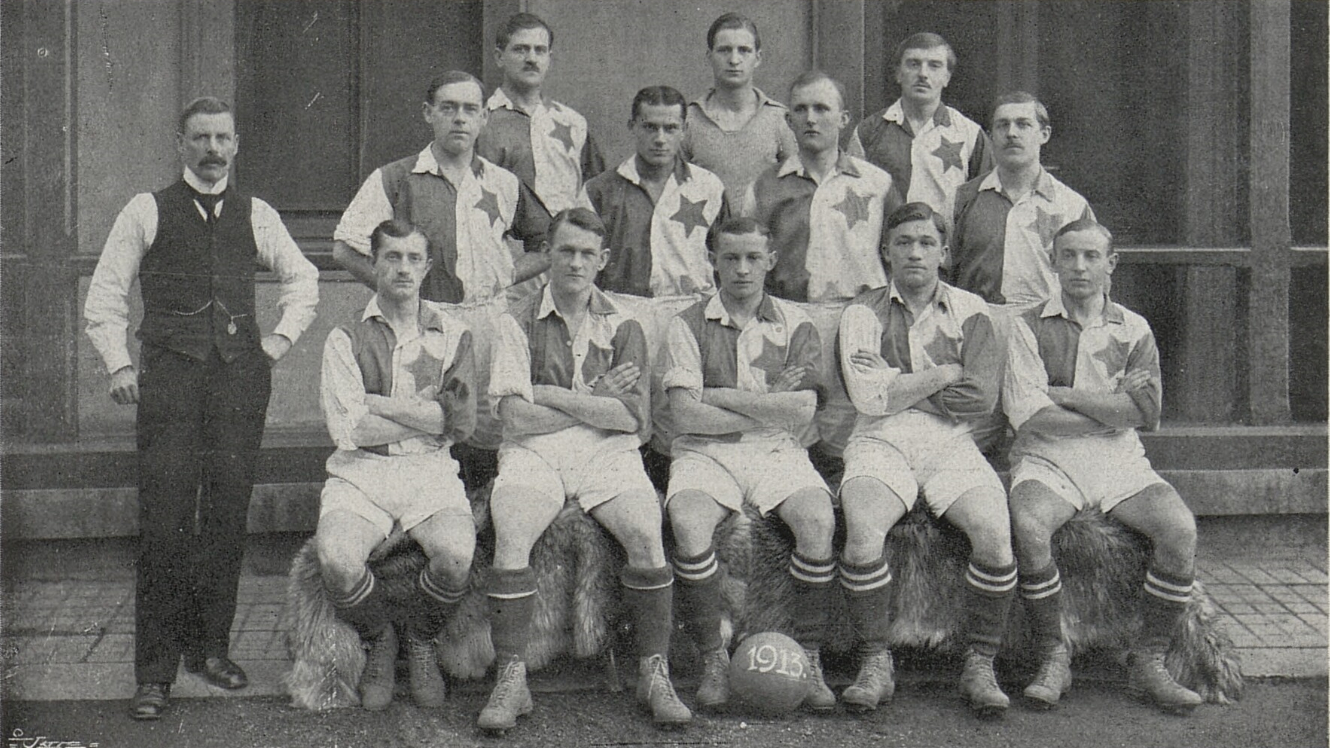
Slavia Praha 1913 - horní řada: Rud. Krummer, Jan Hlaváček, Rich. Veselý (capt.) - řada druhá: M. Macoun, V. Zajíček, Rud. Holý, M. Hajný - řada třetí: Mr. Madden, Láďa Medek, J. Bělka, Bohata ml., Rud Steinz, Bohata st.

## Rekapitulace soutěže
| Mistrovství Českého svazu fotbalového 1913 |                            |
|                                            |                            |
| Ocenění                                    |                            |
| Vítěz                                      | SK Slavia Praha (1. titul) |
| Vítěz domácího poháru                      |                            |
| Pohár dobročinnosti                        | SK Viktoria Žižkov         |

## Konečné tabulky regionálních mistrovství
- Pouze ty, které jsou známy.

### Mistrovství Čech
| Poř. | Tým                    | Z | V | R | P | VG | OG | TP  | B  |
| ---- | ---------------------- | - | - | - | - | -- | -- | --- | -- |
|      | SK Slavia Praha        | 7 | 6 | 0 | 1 | 37 | 10 | +27 | 12 |
| 2.   | AC Sparta Praha        | 7 | 5 | 1 | 1 | 56 | 7  | +49 | 11 |
| 3.   | SK Viktoria Žižkov     | 7 | 5 | 1 | 1 | 44 | 8  | +36 | 11 |
| 4.   | SK Kladno              | 7 | 4 | 0 | 3 | 21 | 13 | +8  | 8  |
| 5.   | ČAFC Vinohrady         | 7 | 3 | 0 | 4 | 11 | 24 | -13 | 6  |
| 6.   | SK Praha VII           | 7 | 2 | 1 | 4 | 9  | 29 | -20 | 5  |
| 7.   | AFK Kolín              | 7 | 1 | 1 | 5 | 9  | 26 | -17 | 3  |
| 8.   | St. SK Olympia Praha I | 7 | 0 | 0 | 7 | 2  | 72 | -70 | 0  |

### Mistrovství Moravy
| Poř. | Tým                     | Z | V | R | P | VG | OG | TP | B |
| ---- | ----------------------- | - | - | - | - | -- | -- | -- | - |
|      | SK Moravská Slavia Brno |   |   |   |   |    |    |    |   |
| 2.   | SK Haná Kroměříž        |   |   |   |   |    |    |    |   |